# Земля (фільм, 2007)
«Земля» (англ. Earth) — документальний фільм про природу 2007 року, у якому демонструється різномаїття диких середовищ існування та істот по всій планеті. Фільм починається в Арктиці в січні одного року та просувається на південь, закінчуючи в Антарктиді у грудні того ж року. Попутно в ньому представлені подорожі трьох видів, які заслуговують особливої уваги: білого ведмедя, саванного слона та горбатого кита — щоб підкреслити загрози їхнього виживання в умовах швидких змін навколишнього середовища. Фільм є доповненням телевізійного серіалу «Планета Земля» 2006 року, виробництва BBC/Discovery, у ньому використано багато тих же самих кадрів, хоча більшість з них змонтовані по-іншому, а також додані раніше небачені кадри.
«Земля» була знята Аластером Фотергіллом, виконавчим продюсером телесеріалу, та Марком Лінфілдом, продюсером епізодів «Сезонні ліси» та «Від полюса до полюса» серіалу «Планети Земля». Сопродюсерами стрічки стали BBC Natural History Unit і Greenlight Media, частину фінансування забезпечила Discovery. У Північній Америці фільм був випущений компанією Disneynature, нещодавно створеним лейблом для фільмів про природу від Disney. Ті ж організації співпрацювали над попереднім фільмом Фотергілла «Глибока синява» (2003), який є доповненням телевізійного серіалу «Блакитна планета» 2001 року, присвячена історії світових океанів. Британську версію «Землі» розповів Патрік Стюарт, а американську — Джеймс Ерл Джонс.
По всьому світу у кінотеатрах показ розпочався в останньому кварталі 2007 року та протягом 2008 року. Загальні касові збори перевищили $ 100 млн, «Земля» стала другим найкасовішим документальним фільмом про природу всіх часів.
У США 6 жовтня 2017 року було випущено продовження «Земля: Один вражаючий день», світова прем'єра якого відбулась у Пекіні.

## Сюжет
Протягом календарного року глядач подорожує у фільмі від Північного полюса в січні до Південного у грудні, показуючи, як рослини та тварини реагують на силу Сонця та зміни пір року. Фільм присвячений трьом видам, які потребують уваги: полярному ведмедю, саванному слону та горбатому киту.
Починаючи з січня у високих широтах Арктики, коли зимова темрява поступається сонцю, зі свого барлогу виходить мати-ведмедиха з двома дитинчатами. Їй потрібна їжа, тому вона повинна відвести своїх ведмежат до своєї території полювання на морському льоду, до того як він почне танути. Сонце ніколи не заходить до квітня, а до серпня весь морський лід розтанув. Мати та дитинчата відходять на сушу, але самець полярного ведмедя потрапляє в пастку в морі, тому повинен шукати землю, плаваючи. Він потрапляє на острів з колонією моржів, але занадто виснажений, щоб успішно вполювати хоча б одного. Він помирає від травм, отриманих в результаті нападу моржа.
Саванних слонів знімають з повітря, коли вони долають пилову бурю в пустелі Калахарі. Червень — це посушливий сезон, і вони повинні йти стародавніми стежками, які передаються з покоління в покоління, щоб дістатись до водопою. Мати зі слоненям відходять від стада під час шторму, але їм вдається дійти. Самиця-матріарх приводить стадо до тимчасового водопою, але вони мусять ділитися ним з голодними левами та африканськими сипами. Леви зображені нападниками на самотнього слона вночі, коли їх неперевершений зір дає їм перевагу. Важкі часи прибуття в дельту Окаванго збігається з сезонними паводками, які перетворюють пустелю в пишний водний світ.
Мати та дитинча горбатого кита знімають з повітря та під водою у місцях їхнього розмноження в мілководних морях тропіків. Тут матері нічого їсти, тому вона повинна вести своє дитинча в подорож довжиною у 4 000 милі (6 400 км) на південь до місць годування поблизу Антарктиди, це найдовша міграція будь-якого морського ссавця. На шляху вони проходять небезпечні моря, де полюють великі білі акули. Морські леви, а також вітрильники та дельфіни об'єднуються, щоб приманити косяк дрібної риби. До жовтня вони потрапляють у полярні води, а до грудня сонце Антарктики розтопило морський лід, утворивши захищені затоки. Тут показано китів, які харчуються крилем.
Історії цих окремих істот вплетені у фільм поряд з великою кількістю додаткових сцен, у яких з'являються мандаринові каченята, які вистрибують з гнізда на дереві, арктичні вовки, які полюють на північного оленя, гепарди на полюванні на газель Томсона, слони, які нападають на африканського сипа, дивоптахи у дощовому лісі Нової Гвінеї, пінгвіни Аделі в Антарктиці та степовий журавель під час осінньої міграції через Гімалаї.
Уповільнена кінозйомка використовується для показу цвітіння весняних квітів, змін пір року в листяних лісах, хмар, що проносяться над гімалайськими долинами, та зростання спор і грибів джунглів.

## Теми
Розповідь будується навколо теми антропогенних змін навколишнього середовища. Три види, які показані, використовуються для ілюстрації конкретних загроз для дикої природи на планеті. В Арктиці, підвищення температури викликає танення великої площі морського льоду, що створює загрозу вимирання білого ведмедя вже у 2030 році. Глобальне потепління також порушує погодні системи планети та робить сезонні дощі менш передбачуваними. Це створює загрозу для таких істот, як слони, які повинні пройти більшу відстань, щоб дістатися води. Підвищення температури океану почало вбивати планктон, від якого залежать горбаті кити та більшість морського життя. Фільм закінчується повідомленням, що «ще не пізно щось змінити».

## Виробництво
Продюсерами стрічки стали Алікс Тідмарш із BBC Worldwide і Софокл Тасіоуліс із Greenlight Media. Після «Глибокої синяви» — це другий фільм угоди між компаніями про створення п'яти кінокартин. Процес виведення на екран «Планети Земля» та «Земля» зайняв п'ять років. З бюджетом у 47 мільйонів доларів фільм став найдорожчим в історії документального кіно на той момент, пізніше його перевершила стрічка «Океани». Основне знімання тривало з 2004 по 2006 роки.

## Випуск
Світова прем'єра відбулась на Міжнародному кінофестивалі в Сан-Себастьяні у вересні 2007 року. По всій Європі стрічка вийшла у четвертому кварталі 2007 року та на початку 2008 року з великим успіхом. У квітні 2008 року було оголошено, що «Земля» стане першим повнометражним фільмом, який випустить Disneynature, новостворений підрозділ Walt Disney Studios, який спеціалізується на документальних фільмах про природу з часів «Справжніх пригод». У США фільм вийшов 22 квітня 2009 року, замість Патріка Стюарта оповідь у ньому веде Джеймс Ерл Джонс. Walt Disney Studios Motion Pictures також займалися розповсюдженням у Канаді та країнах Латинської Америки. Поза межами цих територій права на розповсюдження фільму були продані різним незалежним дистриб'юторам, зокрема Lionsgate у Великій Британії та Австралії, Gaumont у Франції та Universum Film AG у Німеччині.

## Регіональні відмінності
Окрім заміни Патріка Стюарта Джеймсом Ерлом Джонсом як оповідача, американська версія використовує драматичніший саундтрек, а тривалість становить лише 90 хвилин, проти 99-хвилинної оригінальної версії.

## Сприйняття

### Критика
На Rotten Tomatoes рейтинг складає 87 % на основі 91 відгуку від критиків, що є другим найвище оціненим фільмом виробництва Disneynature (на першому «Королівство мавп» з 93 %), середня оцінка 7,2 з 10. У консенсусі зазначено: «Завдяки вражаючим та широкомасштабним кадрам „Земля“ є одночасно інформативною та розважальною». На Metacritic рейтинг стрічки 72 зі 100 на основі 26 оглядів.

### Номінації та нагороди
| Нагороди та номінації фільму «Земля» | Нагороди та номінації фільму «Земля» | Нагороди та номінації фільму «Земля» | Нагороди та номінації фільму «Земля» | Нагороди та номінації фільму «Земля» | Нагороди та номінації фільму «Земля» |
| Рік                                  | Кінофестиваль/кінопремія             | Категорія/нагорода                   | Номінант                             | Результат                            |                                      |
| ------------------------------------ | ------------------------------------ | ------------------------------------ | ------------------------------------ | ------------------------------------ | ------------------------------------ |
| 2008                                 | БАФТА у телебаченні                  | Найкращий режисер (фактичний)        | Аннабель Гіллінгс                    | Номінація                            |                                      |
| 2008                                 | «Золотий екран»                      | «Золотий екран»                      | Greenlight Media AG, BBC Worldwide   | Перемога                             |                                      |

### Касові збори
У США у перший день виходу фільм став першим, зібравши $ 4 023 788 з 1810 кінотеатрів. У перші вихідні стрічка стала п'ятою, зібравши 8 825 760 доларів, а за п'ять днів 14 472 792 доларів. У наступні вихідні фільм опустився на сьоме місце, зібравши $ 4 402 355, протягом попереднього тижня касові збори становили $ 12 017 077, разом $ 22 004 284. Прокат тривав до 30 липня 2009 року та складав 100 днів, сума касових зборів становить $ 32 021 576, що стало для кінокартини невеликим успіхом у США.
Додатково стрічка зібрала $ 76 931 115 у світовому прокаті, частка Німеччини становить понад 30 мільйонів доларів, крім того стрічка стала однією з трьох найкасовіших фільмів року у Франції та мала найбільший успіх протягом перших днів прокату серед документальних фільмів про природу в Іспанії. Зате у Великій Британії «Земля» дебютувала лише у 14 кінотеатрах і зібрала менш ніж 75 000 фунтів стерлінгів з продажу квитків.
У січні 2008 року японська версія «Землі», оповідь у якій веде актор Ватанабе Кен, посунула голлівудський блокбастер «Я — легенда» з перших позицій за касовими зборами попри покази у половині кінотеатрів. Касові збори становили понад 2 млрд єн ($ 18,5 млн), що робить його найуспішнішим документальним фільмом за останні 10 років.
Загальна сума касових зборів склала $ 108 942 691, що стало комерційним успіхом і поставило стрічку на друге місце у списку найкасовіших документальних фільмів про природу після «Маршу пінгвінів».

## Сиквел
У 2017 році вийшло продовження «Земля: Один вражаючий день». У ньому оповідь веде Роберт Редфорд.